# 武藤俊憲
武藤 俊憲（むとう としのり、1978年3月10日 - ）は、群馬県出身の男子プロゴルファー。赤城カントリークラブ、ホリプロ（スポーツ部）所属。前橋育英高等学校卒業。

## 来歴・人物
母方の実家がゴルフ練習場だった事もあり、小さい頃からクラブを握っていた。前橋育英高等学校入学後にゴルフ部に入り、本格的にプレーを開始。2001年10月にプロに転向した。
プロ転向後は厳しいシーズンが続いたが、2005年のクオリファイングトーナメントで最終日に65をマークし、35位でフィニッシュして翌2006年のシード権を獲得。そして、2006年5月21日、マンシングウェアオープン KSBカップ（岡山県玉野市）で最終日に64〈8アンダー〉をマークし、7打差を逆転してツアー初優勝を果たした。同年にシード権を確保して以来、2014年まで8年連続してシード権を維持し続けている。またツアー優勝は6回ある。賞金ランキングは2011年の8位が最高。
過去3回（2008年，2009年，2011年。参考記録ながら2006年も入れると4回）、トータルドライビングで1位をマークしているようにドライバーを使ったゴルフを得意とする。そのため、爆発的なスコアを叩き出す事も多く、先述の2005年クオリファイングトーナメントでの出来事を始め、過去6回の優勝の内、やはり先述の2006年マンシングウェアオープンの他に2009年のザ・チャンピオンシップ・バイ・レクサス（最終日2打差3位スタートから64〈7アンダー〉をマーク）、2011年のダンロップフェニックス（最終日4打差6位スタートから63〈8アンダー〉をマーク）と、3回が逆転で優勝を決めている。2012年8月の関西オープンでは、初めて4日間首位を明け渡さない完全優勝を達成した。反面ムラもあり、2013年10月の東海クラシックでは最終日に首位で迎えながら76〈4オーバー〉を叩いて5位に終わるなど、突然崩れるケースも少なくない。
2012年5月のミズノオープンで2位になった事から出場権を得た2012年全英オープンでは、初日終了後6位に付ける快走で、3度目の挑戦にして初めて予選通過した（最終日に78〈8オーバー〉の大叩きで、11オーバーの72位で終えた）。
2015年現在、『ゴルフレッスンコミック』(日本文芸社)にて、『武藤俊憲のシンキングゴルフ』（画：池原しげと、構成：坂本静児）が連載されている。

## 優勝歴

### 日本ツアー (7)
| 勝数         |
| メジャー (0) |
| ツアー (7)   |

| No. | 日時           | 大会                                         | 優勝スコア             | 打差       | 2位                                |
| --- | -------------- | -------------------------------------------- | ---------------------- | ---------- | ---------------------------------- |
| 1   | 2006年5月21日  | マンシングウェアオープン KSBカップ           | -14 (68-69-73-64=274)  | 2打差      | 溝口英二                           |
| 2   | 2008年10月5日  | コカ・コーラ東海クラシック                   | -11 (69-70-69-69=277)  | 2打差      | 池田勇太                           |
| 3   | 2009年11月8日  | ザ・チャンピオンシップ・バイ・レクサス       | -16 (68-65-71-64=268)  | 3打差      | 金庚泰                             |
| 4   | 2011年11月20日 | ダンロップフェニックス                       | -12 (68-70-63=201)     | 4打差      | ゴンサロ・フェルナンデス・カスタノ |
| 5   | 2012年8月19日  | 関西オープン                                 | -18 (64-65-68-69=266)  | 1打差      | 金亨成（キム・ヒョンソン）         |
| 6   | 2015年6月28日  | ISPSハンダグローバルカップ                   | -14 (68-68-66-68=270)  | プレーオフ | アンジェロ・キュー                 |
| 7   | 2019年9月29日  | パナソニックオープンゴルフチャンピオンシップ | -21（65-70-64-64=263） | 4打差      | 今平周吾                           |

### その他優勝 (1)
| No. | 日時          | 大会                                     | 優勝スコア | 打数  | 2位      |
| --- | ------------- | ---------------------------------------- | ---------- | ----- | -------- |
| 1   | 2015年9月13日 | 片山晋呉招待ネスレマッチプレーレクサス杯 | 3 & 1      | 3 & 1 | 片山晋呉 |